# Les Enfants de la mer (film)
Pour les articles homonymes, voir Les Enfants de la mer.
Pour plus de détails, voir Fiche technique et Distribution.
Les Enfants de la mer (海獣のこども, Kaijū no kodomo) est un film japonais réalisé par Ayumu Watanabe, sorti en 2019.

## Synopsis
Ruka, lycéenne, se fait exclure de son club de handball. Elle rend visite à son père à l'aquarium de la ville. Là-bas, elle rencontre Umi, qui semble pouvoir communiquer avec les animaux marins.

## Fiche technique
- Titre : Les Enfants de la mer
- Titre original : 海獣のこども (Kaijū no kodomo)
- Réalisation : Ayumu Watanabe
- Scénario : Hanasaki Kino d'après le manga Les Enfants de la mer de Daisuke Igarashi
- Musique : Joe Hisaishi
- Montage : Kiyoshi Hirose
- Production : Eiko Tanaka
- Société de production : Beyond C., DMM.com, Maoyan Entertainment, Orix, Parco Co. Ltd., Phoenix Entertainment, Sankyo, Shōgakukan, Studio 4°C, Tōhō Animation, Tianjin Maoyan Weying Media, Wanda Pictures et Whateversmiles
- Société de distribution : Eurozoom (France)
- Pays :  Japon,  Chine et  Hong Kong
- Genre : Animation, aventure, fantastique
- Durée : 111 minutes
- Dates de sortie : 
  -  Japon : 7 juin 2019
  -  France : 10 juillet 2019

## Doublage
- Mana Ashida (VF : Alice Orsat) : Azumi Ruka
- Hiiro Ishibashi (VF : Jonathan Gimbord) : Umi
- Seishū Uragami (VF : Garlan Le Martelot) : Sora
- Goro Inagaki (VF : Steeve Brudey Nelson) : Masaaki Azumi
- Yū Aoi (VF : Caty Baccega) : Kanako Azumi
- Tōru Watanabe : Sensei
- Sumiko Fuji : Dede
- Win Morisaki : Anglade

## Accueil
Le film reçoit une note moyenne de 3,5 sur AlloCiné.
La Croix affirme que le film « produit par l'un des meilleurs studios japonais, (…) est élégiaque sur la mer et ses mystères éblouit par sa mise en scène mais reste trop énigmatique », France Info cite une « splendide animation japonaise écologiste et spirituelle pour tous » et 20 minutes va également dans le même sens : « cette fable écologique plonge le spectateur dans un océan de sensations ».

## Distinctions
Le film reçoit le Prix Mainichi du meilleur film d'animation en 2019 et le Grand Prix du Japan Media Arts Festival 2020 dans la catégorie animation.